# Lakható bolygók listája
Néhány eddig ismert lakhatónak feltételezett bolygó és exobolygó listája.
|    | Név           | ESI  | pClass      | távolság (fé) | Status       | A felfedezés éve |
| -- | ------------- | ---- | ----------- | ------------- | ------------ | ---------------- |
|    | Föld          | 1,00 | föld típusú |               |              |                  |
| 1  | Teegarden-b   | 0.95 |             | 12            |              | 2019             |
| 2  | KOI-3284.01   | 0,90 | föld típusú | 472.5         |              | 2011             |
| 3  | KOI-1686.01   | 0,89 | szuperföld  | 1033.8        |              | 2011             |
| 4  | KOI-3010.01   | 0,87 | szuperföld  | 1218.0        |              | 2011             |
| 5  | Gliese 667 Cc | 0,84 | szuperföld  | 23.6          | megerősített | 2011             |
| 6  | KOI-4742.01   | 0,83 | szuperföld  | 1291.6        |              | 2011             |
| 7  | Kepler-62e    | 0,83 | szuperföld  | 1199.7        | megerősített | 2013             |
| 8  | Gliese 832 c  | 0,81 | szuperföld  | 16.1          | megerősített | 2014             |
| 9  | Kepler-283c   | 0,79 | szuperföld  | 1496.8        | megerősített | 2011             |
| 10 | KOI-2418.01   | 0,79 | szuperföld  | 996.9         |              | 2011             |
| 11 | KOI-2529.02   | 0,79 | szuperföld  | 1339.4        |              | 2011             |
| 12 | Tau Ceti e    | 0,78 | szuperföld  | 11.9          |              | 2012             |
| 13 | Kepler-296f   | 0,78 | szuperföld  | 1089.6        | megerősített | 2011             |
| 14 | Kepler-22b    | 0,71 | szuperföld  | 619.4         | megerősített | 2011             |
|    | Gliese 581 d  |      | szuperföld  | 20.2          |              | 2007             |
|    | Kepler-452b   | 1,63 | szuperföld  | 1 402         | megerősített |                  |
|    | Mars          | 0,64 |             |               |              |                  |
|    | Merkúr        | 0,39 |             |               |              |                  |